# Pentacordo
El pentacordo es la primera parte de la escala que designa si la escala es menor o mayor, y donde se sitúa la mayor parte de la armonía. Comprende, para ser más exactos, los siete primeros semitonos de la escala, o los cinco primeros grados.
| Tónica | 2.ª Menor | 2.ª Mayor | 3.ª Menor | 3.ª Mayor | 4.ª Justa | 5.ª Dim. | 5.ª Justa |

- Datos: Q370692
- Multimedia: Pentachords / Q370692